# Debrište
Debrište (makedonska: Дебриште) är en ort i Nordmakedonien. Den ligger i kommunen Rosoman, i den centrala delen av landet, 70 kilometer sydost om huvudstaden Skopje. Debrište ligger 287 meter över havet och antalet invånare är 173.